# Liste Berliner Tageszeitungen

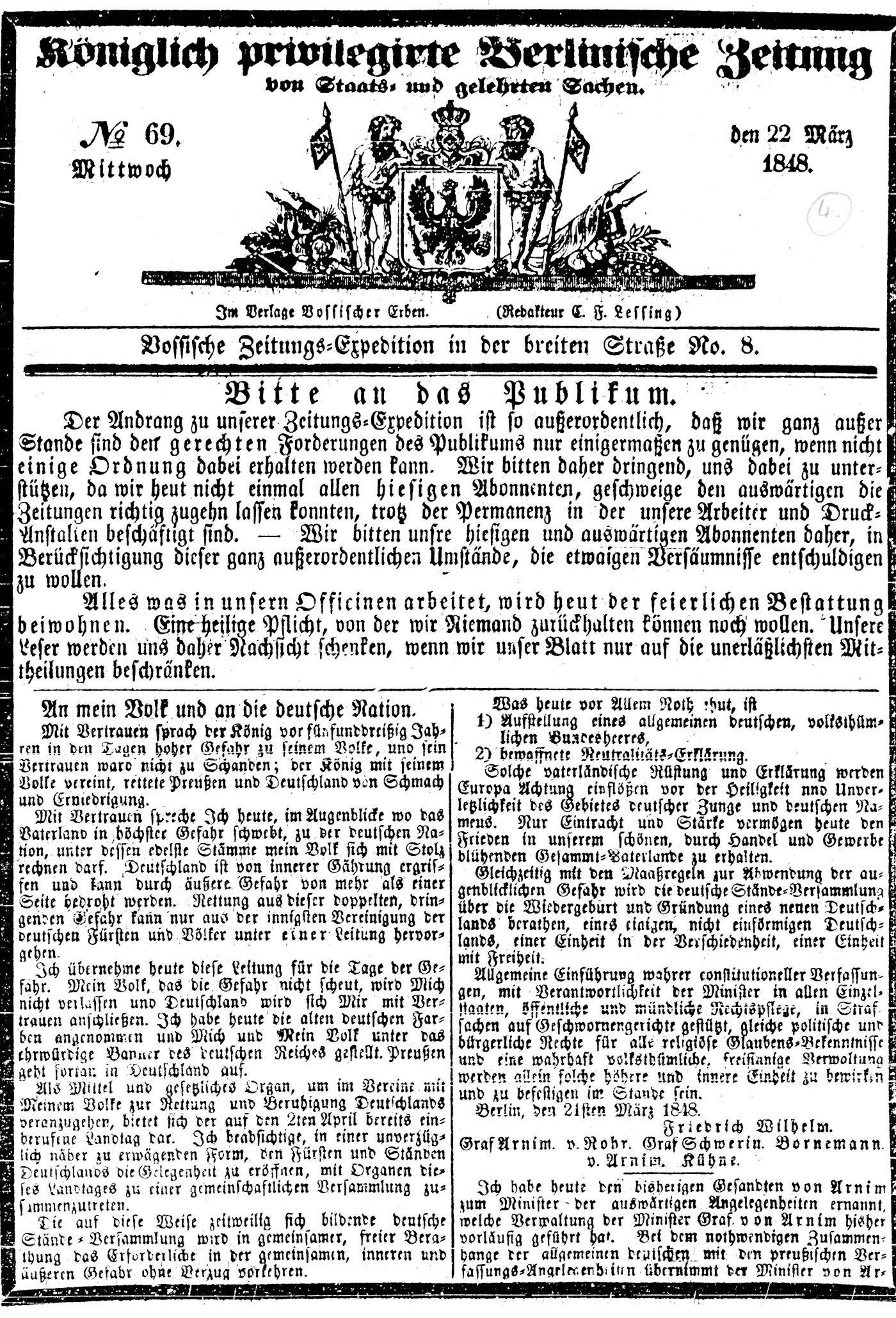
Königlich privilegirte Berlinische Zeitung, 1848

Diese Liste enthält Tageszeitungen, die in Berlin erscheinen oder erschienen.

## Geschichte

### 1704 bis 1945
Die älteste Berliner Zeitung war die Königlich privilegirte Zeitung (später Vossische Zeitung), die seit 1704 dreimal wöchentlich, seit etwa 1820 täglich erschien. Daneben gab es die Berlinischen Nachrichten von Staats- und gelehrten Sachen. 1847 gab es drei Tageszeitungen in der Stadt. Im Revolutionsjahr 1848 entstanden unter zunächst erleichterten Bedingungen einige neue Tageszeitungen, von denen die liberale National-Zeitung und die konservative Neue Preußische Zeitung die wichtigsten wurden. 1871 gab es zwölf Tageszeitungen in Berlin. Danach entwickelte sich die neue Reichshauptstadt zur bedeutendsten Medienmetropole des Deutschen Kaiserreiches. Das Berliner Tageblatt seit 1872 wurde zur wichtigsten liberalen Tageszeitung in Deutschland. Die entstehenden Medienimperien von Ullstein, Mosse und Scherl beherrschten vor allem mit Boulevardzeitungen bald den Zeitungsmarkt der Stadt (Zeitungsviertel). 
1925 gab es 30 Tageszeitungen in Berlin, dazu weitere 30 bis 40 in einzelnen Stadtteilen (Spandauer Zeitung).
Ab 1933 stellten einige von ihnen ihr Erscheinen ein, alle anderen kamen unter nationalsozialistische Kontrolle.

### Seit 1945
Seit 1945 vergaben die alliierten Mächte einige Zeitungslizenzen, die ersten Tageszeitungen waren die Tägliche Rundschau und die Berliner Zeitung im sowjetischen Sektor, im amerikanischen Sektor Der Tagesspiegel. Im östlichen Teil der Stadt gab es seit 1953 nur noch Tageszeitungen von Parteien. In West-Berlin waren seit 1949 Neugründungen möglich. Ab 1952 erschienen wieder Zeitungen des Ullstein Verlages (Berliner Morgenpost). Der Axel-Springer-Konzern hatte mit seinen Printmedien bald einen großen Anteil am Pressemarkt. 1978 gründete sich die linksalternative Tageszeitung, die ihre Existenz bis in die Gegenwart sichern konnte.
1990 gab es in West-Berlin fünf Tageszeitungen. In Ost-Berlin überlebten vier Tageszeitungen die politischen Veränderungen. 

## 1824 bis 1945
Die Königlich privilegirte Berlinische Zeitung (später Vossische Zeitung) und die Berlinischen Nachrichten von Staats- und gelehrten Sachen waren im frühen 19. Jahrhundert die wichtigsten Tageszeitungen, seit 1848 auch die National-Zeitung und die konservative Neue Preußische Zeitung, später dazu das liberale Berliner Tageblatt und der sozialdemokratische Vorwärts. Im frühen 20. Jahrhundert wurde die Berliner Morgenpost die auflagenstärkste Tageszeitung.
| Name                                                     | Bild | Von  | Bis  | Herausgeber               | Bemerkungen                                                                              |
| -------------------------------------------------------- | ---- | ---- | ---- | ------------------------- | ---------------------------------------------------------------------------------------- |
| Berliner Abendpost                                       |      | 1887 | 1921 | Ullstein                  | Abendzeitung                                                                             |
| Berliner Abend-Zeitung                                   |      | 1889 | 1917 | Scherl                    |                                                                                          |
| Berliner Allgemeine Zeitung                              |      | 1886 | 1943 | Ullstein                  | seit 1908 bei Ullstein                                                                   |
| Berliner Börsen-Courier                                  |      | 1868 | 1933 |                           |                                                                                          |
| Berliner Börsen-Zeitung                                  |      | 1855 | 1944 |                           |                                                                                          |
| Berliner Gerichts-Zeitung                                |      | 1853 | 1898 |                           |                                                                                          |
| Berliner Lokal-Anzeiger                                  |      | 1883 | 1944 | Scherl                    | anfangs Anzeigenblatt                                                                    |
| Berliner Morgen-Zeitung                                  |      | 1889 | 1939 | Mosse                     |                                                                                          |
| Berliner Morgenpost                                      |      | 1898 | 1945 | Ullstein                  | auflagenstärkste Abonnementzeitung in Berlin in den 1920er Jahren                        |
| Berliner Neueste Nachrichten                             |      | 1881 | 1919 |                           | danach in Die Post                                                                       |
| Berliner Tageblatt                                       |      | 1872 | 1939 | Mosse                     | wichtigste linksliberale Tageszeitung in Deutschland                                     |
| Berliner Volks-Zeitung                                   |      | 1853 | 1944 | Mosse                     | vorher seit 1849                                                                         |
| Berliner Volksblatt                                      |      | 1884 | 1890 |                           | sozialdemokratische Zeitung für Berlin, danach zum Vorwärts                              |
| Berliner Zeitung                                         |      | 1887 | 1905 | Ullstein                  | danach als B.Z. am Mittag                                                                |
| Berlinische Nachrichten von Staats- und gelehrten Sachen |      | 1740 | 1872 |                           | zweitälteste Tageszeitung in Berlin, danach Spenersche Zeitung (1872–1874)               |
| B.Z. am Mittag                                           |      | 1904 | 1945 | Ullstein                  | vorher Berliner Zeitung                                                                  |
| Das 12 Uhr Blatt                                         |      | 1919 | 1945 |                           | Boulevardzeitung mit vielen Fotos                                                        |
| Der Angriff                                              |      | 1927 | 1945 | NSDAP                     | Gau Berlin                                                                               |
| Der Tag                                                  |      | 1900 | 1934 | Scherl                    |                                                                                          |
| Deutsche Allgemeine Zeitung                              |      | 1919 | 1945 |                           |                                                                                          |
| Deutsche Tageszeitung                                    |      | 1894 | 1934 |                           |                                                                                          |
| Deutsche Zeitung                                         |      | 1896 | 1934 |                           |                                                                                          |
| Die Post                                                 |      | 1866 | 1921 |                           | zur Deutschen Reichspartei                                                               |
| Die Rote Fahne                                           |      | 1918 | 1945 | KPD                       | Zentralorgan der KPD                                                                     |
| Die Welt am Abend                                        |      | 1922 | 1933 |                           | Abendzeitung                                                                             |
| Germania                                                 |      | 1871 | 1938 | Zentrum                   | überregional, Gegründet als Parteizeitung der Deutschen Zentrumspartei                   |
| National-Zeitung                                         |      | 1848 | 1913 | National- liberale Partei | nationalliberale Zeitung, dann 8 Uhr-Abendblatt                                          |
| Neue Berliner Zeitung                                    |      | 1919 | 1931 |                           | dann Das 12 Uhr Blatt                                                                    |
| Neue Preußische Zeitung/Kreuzzeitung                     |      | 1848 | 1939 |                           | führende konservative Tageszeitung                                                       |
| Neue Zeit                                                |      | 1871 | 1935 |                           | Zeitung für Charlottenburg                                                               |
| Neues Berliner Tageblatt                                 |      | 1875 | 1877 | Ullstein                  | Abspaltung des Berliner Tageblatts, 1877 erste Zeitung des Ullstein-Verlages             |
| Spenersche Zeitung                                       |      | 1872 | 1874 |                           | vorher Berlinische Nachrichten von Staats- und gelehrten Sachen                          |
| Spandauer Zeitung                                        |      | 1894 | 1935 |                           | Generalanzeiger für Spandau und Umgebung                                                 |
| Tägliche Rundschau                                       |      | 1881 | 1933 |                           |                                                                                          |
| Tempo                                                    |      | 1928 | 1933 | Ullstein                  | moderne Zeitung                                                                          |
| Völkischer Beobachter                                    |      | 1933 | 1945 | NSDAP                     | vorher nur in München                                                                    |
| Vorwärts                                                 |      | 1876 | 1933 | SPD                       | Central-Organ der SPD, 1948 Neugründung als Neuer Vorwärts                               |
| Vossische Zeitung                                        |      | 1704 | 1945 |                           | älteste Berliner Tageszeitung, seit etwa 1824 Tageszeitung, seit 1914 im Ullstein Verlag |
| 8 Uhr-Abendblatt                                         |      | 1913 | 1938 |                           | vorher Nationalzeitung                                                                   |

## 1945 bis 1991 (West-Berlin)
In West-Berlin erschienen seit 1945 diese Tageszeitungen
| Name                               | Bild | Herausgeber     | Von       | Bis  | Bemerkungen                                                                                         |
| ---------------------------------- | ---- | --------------- | --------- | ---- | --------------------------------------------------------------------------------------------------- |
| Berliner Mittags Echo              |      |                 | 1948      | 1949 | |
| Berliner Morgenpost                |      | Ullstein Verlag | seit 1952 |      | vorher 1898–1945                                                                                    |
| B.Z.                               |      | Ullstein Verlag | seit 1953 |      | 1877–1945 als Berliner Zeitung bzw. B.Z. am Mittag                                                  |
| Der Abend                          |      |                 | 1946      | 1981 | Abendzeitung                                                                                        |
| Der Kurier                         |      |                 | 1945      | 1966 | erste Tageszeitung im französischen Sektor, Abendzeitung                                            |
| Der Tag                            |      |                 | 1948      | 1967 | Tageszeitung im britischen Sektor                                                                   |
| Der Tagesspiegel                   |      |                 | seit 1945 |      | |
| Die Neue                           |      |                 | 1978      | 1982 | linke Tageszeitung                                                                                  |
| Die Neue Zeitung, Berliner Ausgabe |      | US-Armee        | 1946      | 1955 | vorher Allgemeine Zeitung in Berlin                                                                 |
| Die Tageszeitung/taz               |      |                 | seit 1978 |      | linke Tageszeitung                                                                                  |
| Die Wahrheit                       |      | SEW             | 1955      | 1989 | sozialistische Tageszeitung mit DDR-Unterstützung; seit 1989 Neue Zeitung                           |
| Nacht-Depesche                     |      |                 | 1949      | 1972 | Straßenverkaufszeitung, in enger redaktioneller Kooperation mit der SPD-nahen Tageszeitung Telegraf |
| Sozialdemokrat                     |      |                 | 1946      | 1948 | regionale SPD-Zeitung zur Vorwärts                                                                  |
| Spandauer Volksblatt               |      |                 | 1946      | 1994 | Zeitung für Spandau; seit 1994 eine Lokalausgabe der Berliner Woche                                 |
| Telegraf                           |      |                 | 1946      | 1972 | Nachfolger von Der Berliner der britischen Militärbehörde                                           |

## 1945 bis 1991 (Ost-Berlin)
In Ost-Berlin erschienen die Zentralorgane aller DDR-Parteien und Organisationen. Es sind alle Tageszeitungen aufgeführt.
| Name                  | Bild | Herausgeber  | Von       | Bis     | Bemerkungen                                                                                |
| --------------------- | ---- | ------------ | --------- | ------- | ------------------------------------------------------------------------------------------ |
| Bauernecho            |      | DBD          | 1948      | 1990/92 | Tageszeitung seit 1963                                                                     |
| Berlin am Mittag      |      |              | 1947      | 1948    | unabhängige Zeitung                                                                        |
| Berliner Zeitung      |      | SED Berlin   | seit 1945 |         | erste Tageszeitung in Deutschland seit Mai 1945                                            |
| BZ am Abend           |      | SED Berlin   | seit 1949 |         | einzige Abendzeitung nur im Straßenverkauf in der DDR, seit 1990 Berliner Kurier           |
| Das Volk              |      | SPD          | 1945      | 1946    | ersetzt durch Vorwärts und Neues Deutschland                                               |
| Der Morgen            |      | LDPD         | 1945      | 1991    |                                                                                            |
| Deutsche Volkszeitung |      | KPD          | 1945      | 1946    | ersetzt durch Neues Deutschland                                                            |
| Deutsches Sportecho   |      | DTSB         | 1947      | 1991    | Sportzeitung                                                                               |
| Junge Welt            |      | FDJ          | seit 1947 |         | für Jugendliche                                                                            |
| Nacht-Express         |      | Rudolf Kurtz | 1945      | 1953    | erste und letzte unabhängige Tageszeitung in der SBZ/DDR                                   |
| National-Zeitung      |      | NDPD         | 1948      | 1990    |                                                                                            |
| Neue Zeit             |      | CDU          | 1945      | 1994    |                                                                                            |
| Neues Deutschland     |      | SED          | seit 1946 |         | offizielles Organ der SED und DDR                                                          |
| Tägliche Rundschau    |      | SMAD         | 1945      | 1955    | deutschsprachige Tageszeitung der Sowjetischen Militäradministration in Deutschland (SMAD) |
| Tribüne               |      | FDGB         | 1945/1947 | 1991    | 1945–1947 Freie Gewerkschaft                                                               |
| Volkswille            |      | KPD          | 1945      | 1946    | für Provinz Brandenburg                                                                    |

## Seit 1991
In Berlin erscheinen zehn Tageszeitungen (2021), mehr als in jeder anderen deutschen Stadt.
| Name                 | Bild | Herausgeber          | Seit           | Bemerkungen                  |
| -------------------- | ---- | -------------------- | -------------- | ---------------------------- |
| Berliner Kurier      |      | Berliner Verlag      | seit 1949/1990 |                              |
| Berliner Morgenpost  |      | Funke Mediengruppe   | seit 1898/1952 | seit 2014 Funke Mediengruppe |
| Berliner Zeitung     |      | Berliner Verlag      | seit 1945      |                              |
| Bild Berlin          |      | Axel Springer SE     |                |                              |
| B.Z.                 |      | Ullstein Verlag      | seit 1877/1953 |                              |
| Der Tagesspiegel     |      | Tagesspiegel Verlag  | seit 1945      |                              |
| Die Tageszeitung taz |      | taz Verlag           | seit 1978      |                              |
| Die Welt             |      | Axel Springer SE     | seit 1946      | seit 1993 in Berlin          |
| junge Welt           |      | LPG junge Welt e. G. | seit 1947      |                              |
| nd.Der Tag           |      |                      | seit 1946      | bis 2020: Neues Deutschland  |